# Флоренсио Тенев
Флоренсио Тенев е аржентински адвокат и политик, губернатор на провинция Чако между 1983 и 1987 година.

## Биография
Флоренсио Тенев е роден в Аржентина в българско семейство. Брат му Карлос Тенев също е аржентински политик.
В младежките си години той е бил член на перонистката партия.
Той е бил министър в правителството на губернатора Фелипе Бител през 1983.
След като печели първичните избори на партията си, Тенев е избран за губернатор на провинция Чако през 1983 и встъпва в длъжност през декември същата година.